# Giải Vật lý toán học Dannie Heineman
Giải Vật lý toán học Dannie Heineman được lập năm 1959, là một giải thưởng hàng năm của Hội Vật lý Hoa Kỳ và Viện Vật lý Hoa Kỳ dành cho các đóng góp xuất sắc trong Vật lý toán học. Giải do Quỹ Heineman tài trợ và được đặt theo tên kỹ sư kiêm nhà kinh doanh người Mỹ gốc Bỉ Dannie Heineman.
Từ năm 2006, giải gồm một giấy chứng nhận công trình của người đoạt giải với số tiền 7.500 dollar Mỹ và chi phí cho người đoạt giải du hành tới nơi trao giải.

## Các người đoạt giải
- 2015 Pierre Ramond
- 2014 Gregory W. Moore
- 2013 Michio Jimbo và Tetsuji Miwa
- 2012 Giovanni Jona-Lasinio
- 2011 Herbert Spohn
- 2010 Michael Aizenman
- 2009 Carlo Becchi, Alain Rouet, Raymond Stora & Igor Tyutin
- 2008 Mitchell Feigenbaum
- 2007 Juan Maldacena & Joseph Polchinski
- 2006 Sergio Ferrara, Daniel Z. Freedman & Peter van Nieuwenhuizen
- 2005 Giorgio Parisi
- 2004 Gabriele Veneziano
- 2003 Yvonne Choquet-Bruhat & James W. York
- 2002 Michael B. Green & John Henry Schwarz
- 2001 Vladimir Igorevich Arnold
- 2000 Sidney R. Coleman
- 1999 Barry M. McCoy, Tai Tsun Wu & Alexander B. Zamolodchikov
- 1998 Nathan Seiberg & Edward Witten
- 1997 Harry W. Lehmann
- 1996 Roy J. Glauber
- 1995 Roman W. Jackiw
- 1994 Richard Arnowitt, Stanley Deser & Charles W. Misner
- 1993 Martin C. Gutzwiller
- 1992 Stanley Mandelstam
- 1991 Thomas C. Spencer & Jürg Fröhlich
- 1990 Yakov Sinai
- 1989 John S. Bell
- 1988 Julius Wess & Bruno Zumino
- 1987 Rodney Baxter
- 1986 Alexander M. Polyakov
- 1985 David P. Ruelle
- 1984 Robert B. Griffiths
- 1983 Martin D. Kruskal
- 1982 John Clive Ward
- 1981 Jeffrey Goldstone
- 1980 James Glimm & Arthur Jaffe
- 1979 Gerard 't Hooft
- 1978 Elliott Lieb
- 1977 Steven Weinberg
- 1976 Stephen Hawking
- 1975 Ludwig D. Faddeev
- 1974 Subrahmanyan Chandrasekhar
- 1973 Kenneth G. Wilson
- 1972 James D. Bjorken
- 1971 Roger Penrose
- 1970 Yoichiro Nambu
- 1969 Arthur S. Wightman
- 1968 Sergio Fubini
- 1967 Gian Carlo Wick
- 1966 Nikolai N. Bogoliubov
- 1965 Freeman J. Dyson
- 1964 Tullio Regge
- 1963 Keith A. Brueckner
- 1962 Léon Van Hove
- 1961 Marvin Leonard Goldberger
- 1960 Aage Bohr
- 1959 Murray Gell-Mann